# Leif Henning Asla
Leif Henning Asla (Hamar, 16 aprile 1958) è un ex calciatore norvegese, di ruolo difensore.

## Carriera

### Club
Asla giocò nello HamKam dal 1977 al 1987. Esordì in squadra il 24 aprile 1977, nella vittoria per 1-0 contro il Molde. Nel 1995, effettuò un breve ritorno in squadra: il 21 giugno, infatti, giocò nella sfida vinta per 2-0 contro il Sogndal.

### Nazionale
Conta 4 presenze per la Norvegia under 21. Debuttò il 24 ottobre 1978, nella sconfitta per 5-1 contro la Scozia under 21.